# أراثيلي سيجارا
أراثيلي سيجارا (بالإسبانية: Araceli Segarra Roca) (ليريدا-26 مارس 1970)، هي متسلقة جبال وعارضة أسبانية وأخصائية علاج طبيعي. وفي عام 1996 أصبحت أول امرأة في إسبانيا تصل لقمة جبل إفرست.

## السيرة الذاتية
ولدت في مدينة ليريدا في كاتالونيا - إسبانيا، وبدأت علاقتها بعالم الجبال في فترة طفولتها ٬ حيث أنها شاركت في دورة لدراسة أصل ظهور الكهوف والمغارات وتكوينها ٬ وكانت هذه الدورة منظمة من مركز الرحلات في ليريدا. إهتمت أراثيلي برياضة تسلق الجبال في عمر الخامسة عشرة عاماً ومنذ ذلك الوقت حققت أكثر من خمسين رحلة لسلسة جبال البرانس وكثير من هذه الرحلات فتح الطريق لإتجاهات ومسارات أخرى. وعندما بلغت الثامنة عشره من عمرها جمعت بين هذه الرياضة وأنماط أخرى متعلقة بالجبال. أقل ارتفاع لها أوصلها لهوة منخفض GESM والذي يوجد في تولوكس، مالقة على عمق 1074 متر. وكان أحد أخواتها بجانبها ويشجعها على تركيز اهتماماتها على رياضة التسلق ٬ وسرعان ما حققت الوصول لأول ثلاثة ألف متر لها وذلك عند تسلقها لسلسلة جبال الألب وبعد ذلك جبل توبقال على ارتفاع 4165 متر والذي يوجد في المغرب، وجبل كينيا الذي يبلغ ارتفاعه 5199 متر والذي يقع في كينيا.
كانت رحلتها الأولى لجبال الهيمالايا إلى جبل Broad Peak في باكستان على ارتفاع 8047 متر، حيث وصلت لارتفاع 7100 متر عندما أصبح عمرها 21 عاما. انتقلت لاحقا لبرشلونة لتكمل دراستها ٬ حيث تواصلت مع المركز الأكاديمي للتسلق وحصلت على دبلومة في العلاج الطبيعيي من جامعة بلانكيرنا وأيضاً حصلت على شهادة الدراسات العليا في مجال العلاج الطبيعي للأطفال. وفي عام 1992 وصلت لأول ثمانية الاف متر لها لجبل شيشابنجما الأوسط، محققة ذلك بنفس إسلوب تسلق جبال الألب، واستمرت في الوقت ذاته مقارنة الجبل الشاهق بتقنية التسلق بالغة بذلك جدران أفقية مثل: جبل ذا نوز (The Nose) في كابيتان على ارتفاع 1000 متر، و جبل لا ريجولار (La Regular) وهو على شكل نصف قبة ويقع في منتزه يوسمايت الوطني بولاية كاليفورنيا. وتسلقت ووكر (Walker) في سلسلة جبال خوراسيس وو بنيتي (Bonatti) في درو وأيضا وصلت لقمة جبل بوتيري (Peuterey) وجبل ميسنير (Messner) في مارمولادا وجبل لينثيول (Linceul) في سلسلة جبال خوراسيس وأيضا directa Americana في درو فرنسا.
في عام 1996، عادت مرة أخرى لجبل إفرست لتقوم بتصوير فيلم وثائقي بتقنية أي ماكس عن صعود جبل إفرست، مستخدمة الأسلوب الكلاسيكي والأكسجين، وبذلك تعتبر أول امرأة إسبانية تقوم بتسلق جبل إفرست.
قامت في الأعوام اللاحقة ببعثات إالي الهند وإلى قمة Virgen لجبلجانيش (Ganesh) الذي يبلغ ارتفاعه 6796 متر وذلك عام 1997 . وفي عام 1999 حققت صعود جبال عديدة في مالي.
في عام 2000، حاولت الوصول للحافة الشمالية لجبل كي-2 في الصين تاركة 7500 متر. وفي ربيع عام 2001 ٬ حاولت تسلق جبل كانشينخونجا تاركة هذه المرة 500 متر من الوصول للقمة وذلك بسبب الطقس السيئ. وفي عام 2002 ٬ عادت مرة أخرى لجبل كي-2 محققة بلوغ 7100 متر من الحافة الجنوبية الغربية، ودائماً بإسلوب جبال الألب.
و من جديد في عام 2003، تركت من سلسلة جبال قَراقُوم 70 متراً. وفي الخريف أنهت الموسم في قمة أمادابلام (Amadablam) على ارتفاع 6812 متراً في نيبال، وقد وصلت للقمة بمفردها وفقط في غضون خمس ساعات من المخيم الثاني.
و في عام 2004، تمكنت من صعود الشلال الجليدي الشهير لابوم دى أور (La pomme d٫or) في كندا والذي يبلغ ارتفاعه 400 متر.
و حاولت مرة ثانية تسلق جبل كانشينخونجا وذلك بعد سقوط الأمطار الموسمية في عام 2005 . ولقد أجبر سوء الأحوال الجوية، والذي استمر لمدة شهرين ولم يتحسن سوى 5 أيام فقط، على إلغاء الرحلة.
و في عام 2007 ٬ عادت لجبل إفرست لكي تبدأت في تصوير الجزء الثاني من الفيلم الوثائقي لإفرست بتقنية الأي ماكس وهذه المرة بكاميرات ثلاثية الأبعاد والذي سيتم عرضه في عام 2010 . وشاركت أيضاً في تصوير الفيلم السينمائي سبع سنوات في التيبت مع الممثل العالمي براد بت ومنذ ذلك الوقت ٬ شكلت فريق لتسجيل أعداد هائلة لأعمال عالمية.
بدأت في الفترة ما بين عامي 2008 و 2013 عملها المحترف ككاتبة وملهمه لقصص أطفال برحلات تينا، وهي مجموعة (السبع قمم). تينا هي بطلتها، وهي طفلة بشعر أزرق تحاول الوصول إلي القمة الأكثر ارتفاعاً في كل قارة، وفي رحلاتها تتعلم من الثقافات والقيم والمبادئ الأخرى.
- تينا في إفرست.
- تينا في القطب الجنوبي.
- تينا في أكونكاغوا.
- تينا في كيليمانخارو.
- تينا في دينالي.

مجموعة: حدائق وأماكن طبيعية.
- تينا في عربات ال Foc :

و هي رحلة من تسع مراحل عبر الحديقة الدولية لأيجوبس تورتيس إي إستاني في سانت موريثي، حيث تذهب للبحث عن كنز مُخبأ وتنتهي بإيجاد أسرار وأساطير وقصص تاريخية كثيرة.
و افتتحت في عام 2010 متجر عبر الإنترنت للملابس المصحوبة بكتابات من تصميماتها الخاصة وذلك تحت عنوان شيرتاس (Shirtas).
حياتها كعارضة : قد شارت أراثيلي سيجارا في تقارير مختلفة وحملات إعلانية تليفزيونية وصحفية في إسبانيا وبلاد أخرى ٬ كما شاركت في تحقيق أعلى المبيعات لمجلة ناشونال جيوغرافيك بمقالة إفرست جبل بدون رحمة 
في عام 2014، نشرت كِتابها الأول Ni tan alto ni tan difícil باللغة الكاتالونية والقشطالية ومترجم أيضا إلى الإيطالية، وفيه تنقل لنا أراثيلي تجربتها عبر الورق. الجبل هو تشبية للحياة. وهذا الكتاب لمن يريدون تسلق الجبال، ولمن يرغبون البدء في مشروع، ولمن يريدون تأسيس أسرة، ولمن يعتزمون على التحديات، وهو قطعاً لمن يريدون معرفة الكثير عن أنفسهم من خلال النظر إلى متسلقة جبال الألب العالمية.
, وهي رحلة بين يدي أراثيلي سيجارا إلى الجبال الأكثر ارتفاعاً في العالم، والتي تشرح فيها متسلقة جبال الألب أسرار الوصول إلى القمة، وهذه النصائح ستساعدك للوصول إلى أهدافك. فهي رحلة مصحوبة بوصفات عملية.
حققت أراثيلي في خلال هذه الأعوام أكثر من 30 رحلة، تجمع ما بين رياضة تسلق الجبال وأنشطة نموذجية والمحاضرة.

## ملخص لإنجازاتها
- 1987: هوة GESM - 1٫074 متر - مدينة مالقة.
- 1990: جبل كينيا 5٫180 متر - قمة كينيا.
- 1991 : Broad Peak 8٫047 متر - باكستان (7٫100 متر).
- 1992 : شيشابانجما 8٫008 متر - قمة التيبيت El Tíbet - إسلوب جبال الألب.
- 1995: إفرست 8٫846 متر - تيبيت 7٫800 متر.
- 1996: إفرست 8٫846 متر - قمة نيبال - وهي أول امرأة إسبانية تبلغها.
- 1997: جانيش (قمة Virgen) 6٫795 متر - الهند 6٫650 متر.
- 2000: كي-2 8٫661 متر - الصين 7٫500 متر.
- 2001: كانجشينخونجا 8٫585 متر - نيبال 8٫000 متر.
- 2002: كي-2 8٫611 متر - باكستان 7٫100 متر.
- 2003: جاشيربروم الأول 8٫063 متر - باكستان 8٫000 متر.
- 2003: أما دابلام 6٫812 متر - قمة نيبال.
- 2004 : برج ناميليس 6٫239 متر - باكستان.
- 2005: كانجشينخونجا 8٫585 متر - نيبال 7٫500 متر.
- 2006: ألبامايو الصغير 5٫350 متر - قمة بوليفيا.
- 2006: أويانا بوتوسي 6٫088 متر - قمة بوليفيا.
- 2006: ساخاما 6٫542 متر - قمة بوليفيا.
- 2007: ألاسكا.
- 2008 : افتتاح طرق ومسارات جديدة في مالي وسيناء.
- 2009: جبل كيليمانخارو 5٫895 متر - قمة تانزانيا.
- 2010 : بوتان.
- 2011: فتح طريق جديد "diversion Ahead" 650 متر 6b+ في عمان.
- 2011: طريق "Exocete" Cerro Standhardt Patagonia .
- 2013: فتح اتجاه جديد «مشاكل مختلفة» 650 متر MD 6b+ في بيستون - إيران.
- 2013: «ينقص أخدود واحد» السادس - في بن نيفيس.

## جوائز وميداليات
حصلت عام 1997 على الميدالية البرونزية من الوسام الملكي للاستحقاق الرياضي والتي منحها المجلس الأعلى للرياضة.

## روابط خارجية
- أراثيلي سيجارا على موقع IMDb (الإنجليزية)
- أراثيلي سيجارا على موقع قاعدة بيانات الفيلم (الإنجليزية)